# 帶紋盤孔喉盤魚
帶紋盤孔喉盤魚（學名：Discotrema zonatum），為輻鰭魚綱喉盤魚目喉盤魚科的其中一種，分布於中西太平洋的斐濟海域，棲息深度可達10公尺，體延長，前部平扁，後部側扁，體不被鱗，覆有粘液層，腹鰭喉位，與周圍的皮褶特化成一吸盤，背鰭軟條9枚、臀鰭軟條7枚，體長可達2.3公分，屬底棲性魚類，棲息在珊瑚礁區。

## 擴展閱讀
維基物種上的相關：帶紋盤孔喉盤魚